# 2701 Cherson
A 2701 Cherson (ideiglenes jelöléssel 1978 RT) a Naprendszer kisbolygóövében található aszteroida. Nyikolaj Sztyepanovics Csernih fedezte fel 1978. szeptember 1-én.